# Nati nel 1911/Maggio
| Questa pagina contiene informazioni ricavate automaticamente dalle voci biografiche con l'ausilio del template Bio e di un bot. L'aggiornamento è periodico e automatico e ricostruisce completamente la pagina. Se manca una persona in questa lista, sei pregato di non aggiungerla, ma accertati piuttosto che la sua voce biografica contenga il template Bio e che i dati anagrafici siano correttamente compilati. Se il template Bio manca, inseriscilo tu stesso o, in alternativa, metti l'avviso {{tmp\|Bio}} che ne segnala la mancanza. Se i dati riportati sono sbagliati, correggi direttamente la voce biografica; le modifiche saranno visibili in questa lista entro pochi giorni. Per chiarimenti vedi il progetto biografie. La lista contiene solo le 141 persone che sono citate nell'enciclopedia e per le quali è stato implementato correttamente il template Bio. Pagina aggiornata al 2 mag 2025. |

- 1º maggio - Giuseppe La Loggia, politico italiano († 1994)
- 1º maggio - Leonardo Magnani, militare italiano († 1936)
- 1º maggio - Gino Passeri, militare e aviatore italiano († 1937)
- 1º maggio - Koçi Xoxe, generale e politico albanese († 1949)
- 2 maggio - Carlo Balestra di Mottola, militare, diplomatico e politico italiano († 1998)
- 2 maggio - Gian Evangelista Gobio, partigiano e militare italiano († 1945)
- 2 maggio - Michele Pallavicini, calciatore italiano († 1968)
- 2 maggio - Atanasio Vidaurreta Labra, religioso spagnolo († 1936)
- 3 maggio - Carlo Brizzolara, scrittore e giornalista italiano († 1986)
- 4 maggio - Costanzo Ebat, militare e partigiano italiano († 1944)
- 4 maggio - Franz Erdl, calciatore austriaco († 1968)
- 4 maggio - Alberto de Zavalía, regista, produttore cinematografico e sceneggiatore argentino († 1988)
- 5 maggio - Luigi Carluccio, critico d'arte italiano († 1981)
- 5 maggio - Gilles Grangier, regista e sceneggiatore francese († 1996)
- 5 maggio - Bruno Hussar, religioso egiziano († 1996)
- 5 maggio - Andor Lilienthal, scacchista sovietico († 2010)
- 5 maggio - Zofia Rydet, fotografa polacca († 1997)
- 6 maggio - Bernard Fergusson, generale, storico e politico britannico († 1980)
- 6 maggio - Alessio Neri, aviatore e militare italiano († 1937)
- 7 maggio - Raffaele Albertella, pittore italiano († 1961)
- 7 maggio - Ishirō Honda, regista, produttore cinematografico e sceneggiatore giapponese († 1993)
- 8 maggio - Gaius de Gaay Fortman, politico, funzionario e giurista olandese († 1997)
- 8 maggio - Robert Johnson, cantautore e chitarrista statunitense († 1938)
- 8 maggio - Carmen Mathews, attrice statunitense († 1995)
- 8 maggio - Carlo Mattioli, pittore italiano († 1994)
- 8 maggio - Eugene Rabe, astronomo tedesco († 1974)
- 9 maggio - Giannino Bulzone, maratoneta italiano († 1987)
- 9 maggio - Romolo Carboni, arcivescovo cattolico italiano († 1999)
- 9 maggio - Valdo Fusi, avvocato, politico e scrittore italiano († 1975)
- 9 maggio - Knut Hansson, calciatore svedese († 1990)
- 9 maggio - Crew Stoneley, velocista britannico († 2002)
- 9 maggio - Scot Symon, calciatore e allenatore di calcio scozzese († 1985)
- 10 maggio - Alberto Soresina, compositore e musicologo italiano († 2007)
- 11 maggio - Bruno Foglia, calciatore italiano († 2005)
- 11 maggio - Robert P. McCulloch, imprenditore e inventore statunitense († 1977)
- 11 maggio - Phil Silvers, attore, cantante e cabarettista statunitense († 1985)
- 11 maggio - Doodles Weaver, attore statunitense († 1983)
- 12 maggio - Bill Gormlie, allenatore di calcio e calciatore inglese († 1976)
- 12 maggio - Wilhelm Leichum, velocista e lunghista tedesco († 1941)
- 13 maggio - Georges Albertini, politico francese († 1983)
- 13 maggio - Ranieri Ghelardi, calciatore italiano
- 13 maggio - László Régi, calciatore ungherese († 1987)
- 13 maggio - Maxine Sullivan, cantante statunitense († 1987)
- 13 maggio - Gavino Tilocca, scultore, ceramista e pittore italiano († 1999)
- 14 maggio - Mario Bianchini, pugile italiano († 1957)
- 14 maggio - Antonio D'Erchia, vescovo cattolico italiano († 1997)
- 14 maggio - Matti Lähde, fondista finlandese († 1978)
- 14 maggio - Hans Münch, medico tedesco († 2001)
- 14 maggio - Karl Friedrich Titho, militare tedesco († 2001)
- 14 maggio - Leen Vente, calciatore olandese († 1989)
- 15 maggio - Carlo Bellero, direttore della fotografia italiano († 1988)
- 15 maggio - Max Frisch, scrittore e architetto svizzero († 1991)
- 15 maggio - Herta Oberheuser, medico tedesco († 1978)
- 15 maggio - Roberto Rebecchi, scultore, pittore e incisore italiano († 1997)
- 16 maggio - Zoe Fontana, stilista e imprenditrice italiana († 1979)
- 16 maggio - Tunku Kurshiah, sovrana malese († 1999)
- 16 maggio - Giovanni Varglien, calciatore e allenatore di calcio italiano († 1990)
- 17 maggio - Lisa Fonssagrives, supermodella svedese († 1992)
- 17 maggio - Alfredo Mayo, attore spagnolo († 1985)
- 17 maggio - Maggiorino Mongero, calciatore italiano († 1995)
- 17 maggio - Albéric O'Kelly de Galway, scacchista belga († 1980)
- 17 maggio - Maureen O'Sullivan, attrice irlandese († 1998)
- 17 maggio - Ilse Stöbe, giornalista e antifascista tedesca († 1942)
- 17 maggio - Giovanni Vaccari, politico e insegnante italiano († 2003)
- 18 maggio - Deo Baldi, calciatore italiano († 1995)
- 18 maggio - Emanuele Clarizio, arcivescovo cattolico italiano († 2001)
- 18 maggio - Sigrid Gurie, attrice statunitense († 1969)
- 18 maggio - Dioscoro Siarot Rabor, zoologo filippino († 1996)
- 18 maggio - Big Joe Turner, cantante statunitense († 1985)
- 19 maggio - József Palotás, lottatore ungherese († 1957)
- 20 maggio - Gardner Fox, fumettista e scrittore statunitense († 1986)
- 20 maggio - Ubaldo Coppo, calciatore italiano
- 20 maggio - Agenore Fabbri, scultore e pittore italiano († 1998)
- 20 maggio - Milt Gabler, produttore discografico statunitense († 2001)
- 20 maggio - Annie M. G. Schmidt, scrittrice olandese († 1995)
- 20 maggio - Pietro Zappelli, calciatore italiano († 1975)
- 21 maggio - Leopoldo Bolognesi, calciatore italiano
- 21 maggio - Pietro Capra, calciatore italiano
- 21 maggio - Pietro Maestroni, calciatore italiano († 1988)
- 21 maggio - Maurice Nadeau, scrittore, saggista e insegnante francese († 2013)
- 21 maggio - Gianni Santuccio, attore e regista teatrale italiano († 1989)
- 21 maggio - Giovanni Sorba, militare italiano († 1939)
- 21 maggio - Enzo Tarquinio, pittore, decoratore e restauratore italiano († 1985)
- 22 maggio - Elvira Badaracco, pubblicista italiana († 1994)
- 22 maggio - Francis Defago, calciatore e allenatore di calcio svizzero († 1951)
- 22 maggio - Héctor Freschi, calciatore argentino († 1993)
- 22 maggio - Alberto Galateo, calciatore argentino († 1961)
- 22 maggio - Lucio Mayer, ingegnere e dirigente pubblico italiano († 1993)
- 22 maggio - Violet Olney, velocista britannica († 1999)
- 22 maggio - Filippo Palieri, poliziotto italiano († 1945)
- 23 maggio - Lou Brouillard, pugile canadese († 1984)
- 23 maggio - Luigi Giulotto, fisico italiano († 1986)
- 23 maggio - Paul Augustin Mayer, cardinale, arcivescovo cattolico e abate tedesco († 2010)
- 23 maggio - Enzo Musumeci Greco, schermidore e attore italiano († 1994)
- 23 maggio - Betty Nuthall, tennista britannica († 1983)
- 23 maggio - Leopold Šťastný, calciatore cecoslovacco († 1996)
- 24 maggio - Heinz Cramer, generale e aviatore tedesco († 2003)
- 24 maggio - Ferdinando Dal Pont, calciatore e allenatore di calcio italiano († 1985)
- 24 maggio - Lorenzo Favero, pittore, docente e critico d'arte italiano († 1974)
- 24 maggio - Barbara West, britannica († 2007)
- 24 maggio - Luciano Minguzzi, scultore, medaglista e incisore italiano († 2004)
- 24 maggio - Lucienne Nahmias, modella francese († 1969)
- 24 maggio - Michel Pécheux, schermidore francese († 1985)
- 24 maggio - Ol'ga Skorochodova, insegnante e scrittrice sovietica († 1982)
- 25 maggio - Sally Phipps, attrice statunitense († 1978)
- 25 maggio - André Renard, partigiano e sindacalista belga († 1962)
- 25 maggio - Franco Restivo, politico italiano († 1976)
- 25 maggio - Colette Rosselli, scrittrice, illustratrice e pittrice italiana († 1996)
- 26 maggio - Ben Alexander, attore statunitense († 1969)
- 26 maggio - Marta Hillers, giornalista tedesca († 2001)
- 26 maggio - Joaquim Serrano, calciatore portoghese
- 26 maggio - Heinrich Unverhau, militare tedesco († 1983)
- 27 maggio - Leone Comini, giornalista e scrittore italiano († 1978)
- 27 maggio - Hubert Humphrey, politico statunitense († 1978)
- 27 maggio - Fritz Knöchlein, militare tedesco († 1949)
- 27 maggio - Teddy Kollek, politico israeliano († 2007)
- 27 maggio - Oleg Ošenkov, allenatore di calcio e calciatore sovietico († 1976)
- 27 maggio - Vincent Price, attore statunitense († 1993)
- 27 maggio - Richard Waring, attore britannico († 1993)
- 28 maggio - Randolph Frederick Churchill, ufficiale, giornalista e politico britannico († 1968)
- 28 maggio - Thora Hird, attrice e comica britannica († 2003)
- 28 maggio - Fritz Hochwälder, scrittore e drammaturgo austriaco († 1986)
- 28 maggio - Árpád Makay, direttore della fotografia ungherese († 2004)
- 28 maggio - Marino Masi, militare e aviatore italiano († 1939)
- 28 maggio - Alfred Otto Carl Nier, fisico statunitense († 1994)
- 29 maggio - Alfredo Clerici, cantante italiano († 1999)
- 29 maggio - Lea Goldberg, traduttrice e scrittrice israeliana († 1970)
- 29 maggio - Wolfgang Heidenfeld, scacchista tedesco († 1981)
- 29 maggio - Vivi Janiss, attrice statunitense († 1988)
- 29 maggio - Velso Mucci, scrittore italiano († 1964)
- 29 maggio - Giorgio Punzo, naturalista, etologo e filosofo italiano († 2005)
- 29 maggio - Antonio Sacchi, calciatore italiano
- 30 maggio - Kenneth Denbigh, chimico britannico († 2004)
- 30 maggio - Douglas Fowley, attore statunitense († 1998)
- 31 maggio - Maurice Allais, fisico e economista francese († 2010)
- 31 maggio - Bruno Betti, siepista e dirigente sportivo italiano († 1986)
- 31 maggio - Efisio Corrias, carabiniere, politico e dirigente sportivo italiano († 2007)
- 31 maggio - Else Jacobsen, nuotatrice danese († 1965)
- 31 maggio - Antonio Miotto, militare e aviatore italiano († 1939)
- 31 maggio - Robert Pavlicek, calciatore austriaco († 1982)
- 31 maggio - Emilio Vuolo, filologo italiano († 1988)